# Liu Libin
Liu Libin (chiń. 刘力宾; pinyin Liú Lìbīn; ur. 16 lutego 1995 w Pekinie) – chiński siatkarz, reprezentant Chin, grający na pozycji przyjmującego. Od sezonu 2018/2019 występuje w japońskiej drużynie JT Thunders.

## Sukcesy klubowe
Mistrzostwo Chin:
- 2014
- 2016, 2017
- 2015

Klubowe Mistrzostwa Azji:
- 2014

Puchar Francji:
- 2018[2]

Puchar Cesarza:
- 2018[3][4]

Mistrzostwo Japonii:
- 2019[5]

## Sukcesy reprezentacyjne
Mistrzostwa Świata Juniorów:
- 2015

Puchar Azji:
- 2016

## Nagrody indywidualne
- 2016: Najlepszy przyjmujący Pucharu Azji